# Самусєв Федір Панасович
Федір Панасович Са́мусєв (нар. 19 вересня 1913, Новий Ропськ — пом. 26 листопада 1985, Київ) — український радянський живописець; член Спілки художників України.

## Біографія
Народився 6 [19] вересня 1913 року в селі Новому Ропську Чернігівської губернії (у часи Гетьманщини Стародубівський полк, тепер тимчасово Климовський район Брянської області Росії). 1937 року закінчив Пензенське художнє училище (навчався у М. П. Петрова, І. С. Горюшкіна-Сорокопудова). Під час німецько-радянської війни продовжив навчання в евакуації в Українському відділенні Об'єднаного художнього інституту Всеросійської Академії мистецтв — спочатку в Самарканді, потім в Загорську під Москвою. Після відвоювання Києва повернувся додому і в 1945 році закінчив Київський художній інститут (навчався у О. О. Шовкуненка).
З 1945 року — учасник українських республіканських, всесоюзних і зарубіжних художніх виставок.
Жив і працював у Києві. Помер у Києві 26 листопада 1985 року.

## Твори
Працював у галузі станкового живопису і портрета:
- «Подвиг сержанта Приходька» (1945);
- «У дні Жовтня» (1947);
- «Успіх» (1954);
- «Доярки» (1957);
- «У вільну хвилину» (1962);
- «Така її доля…» (1963);
- «Герой Радянського Союзу С. Тутученко» (1964);
- «Роздуми, пошуки» (1969);
- «Зодчі» (1971).

Роботи знаходяться в багатьох приватних колекціях, а також у Луганському художньому музеї.